# Léren
Léren es una comuna francesa de la región de Aquitania en el departamento de Pirineos Atlánticos.
El topónimo Léren fue mencionado por primera vez en el año 1472 con el nombre de Sent-Bisetz de Leren.

## Demografía
| 380 | 398 | 367 | 473 | 436 | 467 | 431 | 431 | 430 | 446 | 436 | 446 | 421 | 408 | 424 | 405 | 381 | 364 | 397 | 367 | 338 | 313 | 328 | 322 | 307 | 265 | 245 | 216 | 210 | 203 | 192 | 182 | 192 | 221 |
| Para los censos de 1962 a 1999 la población legal corresponde a la población sin duplicidades (Fuente: INSEE [Consultar]) |     |     |     |     |     |     |     |     |     |     |     |     |     |     |     |     |     |     |     |     |     |     |     |     |     |     |     |     |     |     |     |     |     |